# Cibao nemzetközi repülőtér
A Cibao nemzetközi repülőtér (IATA: STI, ICAO: MDST) a Dominikai Köztársaság egyik nemzetközi repülőtere, amely Licey al Medio közelében található. Éves utasforgalma 1 796 209 fő (2022).

## Légitársaságok és úticélok
2023-ban a Cibao nemzetközi repülőtérről az alábbi járatok indulnak:

### Személy
| Légitársaság           | Célállomások                                                |
| ---------------------- | ----------------------------------------------------------- |
| American Airlines      | Miami                                                       |
| Arajet                 | Bogotá (2023 október 30-tól), Medellín–JMC                  |
| Caicos Express Airways | Providenciales                                              |
| Copa Airlines          | Panama City–Tocumen (2024 április 2-től újra)               |
| Delta Air Lines        | New York–JFK                                                |
| InterCaribbean Airways | Providenciales                                              |
| JetBlue                | Boston, Newark, New York–JFK, Orlando (2023 november 4-től) |
| Silver Airways         | San Juan                                                    |
| Sky High               | Miami, Providence                                           |
| Spirit Airlines        | Fort Lauderdale                                             |
| United Airlines        | Newark                                                      |
| World2Fly              | Madrid                                                      |

### Cargo
| Légitársaság           | Célállomások                                    |
| ---------------------- | ----------------------------------------------- |
| Amerijet International | Miami, Puerto Plata                             |
| Air Cargo Carriers     | Aguadilla, San Juan, Santo Domingo-Las Americas |
| IBC Airways            | Miami                                           |

## Forgalom
Az utasforgalom az elmúlt években az alábbi módon változott:
| Utasok száma | 56 874 | 59 226 | 590 018 | 806 768 | 817 518 | 928 944 | 1 226 646 | 1 400 551 | 1 717 611 | 1 796 209 |
|              | 1998   | 2001   | 2003    | 2006    | 2009    | 2011    | 2014      | 2017      | 2019      | 2022      |